# 小行星29456
小行星29456（29456 Evakrchová）是一颗绕太阳运转的小行星，为主小行星带小行星。该小行星于1997年9月发现。

## 轨道参数
小行星29456的轨道半长轴为357 023 676 km（2.3865219 UA），离心率为0.157。